# 지보초등학교 어신분교
지보초등학교 어신분교는 대한민국 경상북도 예천군 지보면 예지로 707 (어신리)에 있었던 공립 초등학교이다.

## 연혁
- 1949년 9월 15일 지보북부국민학교 설립
- 1951년 10월 11일 상월분교 개교
- 1953년 5월 19일 어신국민학교로 개칭
- 1971년 3월 16일 상월국민학교 독립교 인가
- 1994년 9월 1일 지보국민학교로 편입
- 1995년 3월 1일 상월분교장 지보국민학교로 통합
- 1999년 9월 1일 폐교